# 內容管理
内容管理（英語：Content Management，缩写：CM）是要將各種不同類型的數位內容，包括文字檔案、圖片、視訊、音訊、郵件等，全部以數位化的方式妥善保存起來，並利用有效的管理及查詢機制，可以對所保存的數位內容進行檢索，甚至可以使用資料探勘(data mining)的技術，對數位內容進行系統性的分析處理，使數位內容得到最充分的利用。數位學習中負責內容管理的，稱之為學習內容管理平台(Learning Content Management System, LCMS)。

## 参見
- 内容管理系统列表
- 資訊架構
- 內容管理系統
- 网页设计
- 数字资产管理
- 数字发行